# Austrosticta
Austrosticta – rodzaj ważek z rodziny Isostictidae.

## Występowanie
Rodzaj obejmuje gatunki występujące wyłącznie w północnej Australii – w Terytorium Północnym oraz stanach Australia Zachodnia i Queensland.

## Morfologia
Ważki z tego rodzaju są średniej wielkości, o matowym szarobrązowym ciele.

## Systematyka
Rodzaj i gatunek typowy (Austrosticta fieldi) opisał w 1908 roku brytyjsko-australijski entomolog Robert John Tillyard na łamach „Proceedings of the Linnean Society of New South Wales”. Obecnie do rodzaju Austrosticta należą 3 gatunki.

### Etymologia
Austrosticta: łac. auster, austri „południe” > nowołac. Australia „kontynent południowy”; gr. stiktos „przekłuty, kropkowany, nakrapiany”.

### Podział systematyczny
Do rodzaju należą następujące gatunki:
- Austrosticta fieldi Tillyard, 1908
- Austrosticta frater Theischinger, 1997
- Austrosticta soror Sjöstedt, 1917